# Baldur's Gate
Baldur's Gate é um jogo eletrônico de RPG lançado em 1998, sendo o primeiro jogo da série Baldur's Gate. O jogo foi desenvolvido pela BioWare e publicado por Interplay Entertainment.
A história acompanha o jogador à medida que ele ou ela cresce durante os eventos de Times of Troubles (Forgotten Realms), dando ênfase no crescimento do personagem através do diálogo e batalhas, recompensando-o de acordo com as suas escolhas morais.

## Jogabilidade
O jogo foi programado seguindo as regras do RPG Forgotten Realms, usando a 2ª edição de regras de Advanced Dungeons & Dragons, apesar de que vários elementos das regras foram modificados para que o jogo pudesse ser executado em tempo real. Cada personagem está constantemente em ação, apesar de que o jogo pode ser pausado a qualquer momento, incluindo durante batalhas para a escolha de estratégias.
O jogo é separado em sete capítulos, intercalados por diálogos falados. O mapa pode ser livremente explorado em cada um dos capítulos, apesar de que certos mapas estão "trancados" até que o jogador chegue a um certo ponto no jogo. O jogador começa como um personagem fraco, mal equipado e sem aliados. À medida que se avança no jogo, novas armas, armaduras e itens mais poderosos são encontrados, assim como é possível criar uma equipe de até seis aliados, incluindo o jogador. Pontos de experiência são adquiridos matando monstros e realizando missões e são usados para aprimorar a habilidade dos personagens.

### Alinhamentos
Durante a criação do personagem, é possível escolher o alinhamento ao qual este irá pertencer, podendo ser desde "Leal Bom" até "Caótico Mau". Existem no total nove combinações de alinhamentos, sendo que certas raças e classes não podem pertencer a um certo alinhamento. Cada personagem encontrado ao longo da história possui seu próprio alinhamento e, devido a isso, irão reagir de forma diferente a cada ação do jogador. Enquanto um personagem de caráter Mau não verá problema em matar um inocente, um personagem Bom poderá abandonar o grupo após adquirirem certa má-fama.

## História
Baldur's Gate é um jogo de RPG que se passa em Forgotten Realms, e tem como peça central os filhos de Bhaal, o Deus do assassinato, e a trama refere-se ao desenrolar da vida de um desses filhos de Bhaal após a sua saída de Candlekeep, onde ele fora criado por seu pai adotivo, Gorion.
No primeiro capítulo da série, você está encarregado de descobrir mais sobre você mesmo resolvendo um mistério que cerca a distribuição de ferro na Sword Coast. Assim que o seu pai adotivo resolve fugir de Candlekeep com você, ele é morto por uma pessoa utilizando uma armadura sinistra, que demandava que o velho Gorion abandonasse seu filho adotivo. Gorion se sacrifica, e então inicia-se a jornada.
Um dos caminhos é ir até o Friendly Arm Inn, procurar os amigos que Gorion disse estarem à espera lá, e depois seguir até Nashkel para resolver um problema de mortes e desaparições na região das minas de Nashkel. Lá você descobre que alguém está "envenenando" o ferro, para que esse se destrua em pouco tempo. O primeiro servo do inimigo é destruído, e você descobre que isso é parte de uma conspiração que envolve mais que somente envenenar o ferro.
Então o jogador segue, correndo atrás de pistas que culminam com a descoberta de que ele é um dos filhos do deus Bhaal, e que Sarevok, seu irmão, procurava montar uma guerra para se tornar digno de se auto-eleger Deus do Assassinato assim como seu pai. Após uma tentativa de Sarevok de incriminá-lo com a morte dos donos do Iron Throne, você consegue chegar até ele na festa de sua coroação como Grand Duke de Baldur's Gate, e destruir seu complô. Ele foge a uma cidade subterrânea, para onde você o segue, e assim acontece o combate final do jogo, e onde se revela a porção final da história e a sua identidade verdadeira é conhecida.
Em Baldur's Gate 2, Shadows of Amn você continua a saga dos filhos de Bhaal após ser preso por um mago muito poderoso e ainda desconhecido, que num conflito acaba permitindo que você fuja, mas leva consigo Imoen, companheira (segundo a linha de história adotada pelo jogo) sua desde Candlekeep. A partir daí começa uma história de intriga, romance e combates até que você encontre sua irmã, e destrua o mago Irenicus, após ele roubar sua alma para seus propósitos de vingança.
As expansões adicionam algumas áreas, NPCs, magias e itens no jogo original. Em Tales of the Sword Coast, você tem dois desafios - A torre de Durlag, e Ulgoth's Beard. Em ambos os casos, você estará lidando com inimigos mais poderosos do que no jogo normal, e provavelmente terá uma dificuldade muito maior para destruí-los do que o comum.
Throne of Bhaal foi concebido às pressas para fechar as lacunas da história das crianças de Bhaal após a perda da licença de D&D pela Bioware[carece de fontes?]. Em TOB você luta contra os Bhaalspawns e atravessa Tethyr diminuindo a onda de terror causada pelos seus outros irmãos, que buscam ressuscitar o deus Bhaal e tornar-se semideuses, ainda que um pense em trair o outro no final. Então, ao fim da trajetória de destruição e mortes você descobre que Amelissan - que servia seu pai em forma mortal e era a portentora dos segredos de ressureição do deus do assassinato - estava em verdade tentando ascender à forma divina juntando a essência dos filhos de Bhaal no Trono de Bhaal (que da nome ao jogo).

## Produção e lançamentos
Baldur's Gate também teve sua repercussão em plataformas como PlayStation 2 e Xbox: a série Baldur's Gate: Dark Alliance, que teve sua continuação após um grande sucesso na primeira versão do jogo, Baldur's Gate: Dark Alliance II. A série teria sua continuação, mas por problemas financeiros da Interplay, não houve continuação.[carece de fontes?]

### Enhanced Edition
Em fevereiro de 2012, um site chamado BaldursGate.com foi criado, dando a dica de que um novo jogo da série seria lançado. O site GameBanshee confirmou que a desenvolvedora por trás desse novo jogo era Beamdog, fundada por antigos membros da BioWare. O site, quando apareceu, continha apenas a caveira símbolo da série e a música do jogo original tocando no fundo, além de referência em código à história da série. Em março do mesmo ano uma contagem regressiva revelou que o novo jogo na verdade era uma "versão melhorada" (Enhanced Edition) do jogo original, que seria relaçado para várias plataformas, entre elas o Windows, Mac, Android e iPad. A data inicial do lançamento do jogo, que viria com algumas expansões, era para o dia 18 de setembro, porém devido a alguns problemas na produção, o lançamento foi adiado para novembro.
No dia 28 de novembro do mesmo ano, essa versão do jogo foi lançada para computadores e celulares. O jogo foi recebido positivamente pela crítica, a versão para PC manteve um total de 79/100 no agregador Metacritic, enquanto a versão para celulares mantém 76/100.
A versão aprimorada de Baldur's Gate 1 e 2, conhecida como Baldur's Gate Enhanced Edition, está disponível no Xbox Game Pass desde 5 de junho de 2025, para os assinantes.

## Recepção
Os gráficos são coerentes com a época lançada, e a Gamespot o avaliou com nota 9.2/10. As interações entre os personagens é um dos pontos altos da série.